# Лесковец (област Перник)
 Тази статия е за селото в област Перник.  За другите села с това име вижте Лесковец.  
Лесковец е село в Западна България. То се намира в община Перник, област Перник.

## География
Село Лесковец се намира в планински район. Намира се на 2 – 3 км от град Батановци.

## Име
Името му идва от леска – около селото има много лески и оттам идва Лесковец.

## Културни и природни забележителности
Под селото има язовир на име Бушляк; над селото е язовир Каваците, а още по-нагоре е язовир Лобош.

## Личности
- Цветана Джерманова (1928 – 2024), българска анархистка